# Kuttsukiboshi
Kuttsukiboshi (くっつきぼし?  lit. Estrellas que se tocan) es una OVA de dos episodios, escrita, dirigida y animada en su totalidad por el animador independiente Naoya Ishikawa. Fue producida por Primastea (Isshoni Training, Isshoni Sleeping), con música de Shunsuke Morita y banda sonora producida por Dax Production. La primera OVA fue oficialmente lanzada el 16 de agosto de 2010, fue vendida por Primastea en su Comiket 78; el segundo episodio fue planeado para el verano del 2011, pero fue lanzado al mercado oficialmente el 11 de mayo de 2012. El ending del primer OVA es "First Love Space Acceleration" (初恋加速空間 Hatsukoi Kasoku Kūkan?) por Asami Imai mientras que el ending de la segunda parte es "Mi 71%" (私の71% Watashi no Nanajūkyū Pāsento?) por la artista Ikumi.

## Argumento
OVA 1
Kiiko Kawakami es una estudiante de preparatoria que, secretamente, posee poderes telequinéticos. La única persona que sabe de sus poderes es su amiga Aya Saitou, que está enamorada de ella. Un día, después de que Aya le ayudase en un entrenamiento para usar sus poderes, Kiiko trata de besar a Aya mientras duerme, pero se sorprende cuando ella toma la iniciativa y la besa por sorpresa. Las dos deciden tener un encuentro arriesgado dentro de la escuela vacía y pasar varios recuerdos de verano juntas. Sin embargo, un día después de una noche de pasión en casa de Aya, Kiiko deja su teléfono celular en casa de esta última, y cuando ella vuelve para recuperarlo, encuentra a Aya teniendo relaciones sexuales con su hermano mayor, Kouta.
OVA 2
Aya secuestra a Kiiko y la lleva mediante una nota al gimnasio de la escuela, donde después de dormirla y atarla, la viola. A pesar de eso, Kiiko aún siente resentimiento hacia Aya. Algún tiempo más tarde, después de que Aya se enterara de la muerte de su hermano, trae a Kiiko a su casa, pidiéndole que hagan el amor una vez más, ya que ella abandonará Japón al día siguiente. Esa noche, Kiiko obtiene una visión de los recuerdos de Aya, en las que descubre que Kouta tenía una enfermedad terminal, y que manipuló a Aya para que tuviera relaciones sexuales con él antes de su operación, donde murió. Como Kiiko se da cuenta de la verdad y desea estar junto a Aya (quien ya ha tomado el vuelo que la lleva fuera de Japón), finalmente logra teletransportarse a donde está ella, donde le expresa su deseo de estar a su lado para siempre. Ambas salen del avión donde se encuentran y caen en el mar. Al salir, ambas se juran amor eterno y pasar sus vidas juntas mirando el cielo en otro planeta.

## Personajes
Kiiko Kawakami (川上紀衣子 Kawakami Kiiko?)
Seiyū: Asami Imai
Una chica de cabello castaño y amiga de Aya. Después de un accidente, ella exhibió poderes sobrenaturales, tales como telepatía, telequinesis y teletransportación. Ella está enamorada de Aya, pero no tienen el coraje de decirse sus sentimientos, al menos al principio.
Aya Saitou (斉藤亜綾 Saitou Aya?)
Seiyū: Miku Isshiki
Una niña de cabello rubio y amiga de Kiiko. A ella le gusta realizar experimentos con los poderes Kiiko, pero en realidad está enamorada de ella. Por lo general, toma la delantera en lo que respeta a las actividades y tiene una personalidad extrovertida. Ella vive con su hermano.
Kouta Saitou (斉藤 康太 Saitou Kouta?)
Seiyū: Naoki Yoshida
El hermano mayor de Aya y un famoso pianista. Él estaba muy enamorado de su hermana. Tenía una enfermedad terminal y manipuló a Aya para tener relaciones sexuales con ella antes de entrar a su operación, en la que murió.